# HD 202418
HD 202418，又名CP-85 519，SAO 258899、HR 8129，是一颗恒星，视星等为6.45，位于銀經307.53，銀緯-30.4，其B1900.0坐标为赤經21h 10m 33s，赤緯-85° -30.4′ 17″。